# Vládní obvod Darmstadt
Vládní obvod Darmstadt (německy Regierungsbezirk Darmstadt, označovaný též jako jižní Hesensko – Südhessen) je jeden ze tří vládních obvodů spolkové země Hesensko v Německu. Nachází se zde čtyři městské okresy a deset zemských okresů. Hlavním městem je Darmstadt. V roce 2014 zde žilo 3 822 479 obyvatel.

## Městské okresy
1. Darmstadt
2. Frankfurt nad Mohanem
3. Offenbach am Main
4. Wiesbaden

## Zemské okresy
1. Bergstraße
2. Darmstadt-Dieburg
3. Groß-Gerau
4. Vysoký Taunus (Hochtaunuskreis)
5. Mohan-Kinzig (Main-Kinzig-Kreis)
6. Mohan-Taunus (Main-Taunus-Kreis)
7. Odenwald (Odenwaldkreis)
8. Offenbach
9. Rheingau-Taunus (Rheingau-Taunus-Kreis)
10. Wetterau (Wetteraukreis)